# Strach a chvění
Strach a chvění (v originále Stupeur et Tremblements) je francouzsko-japonský hraný film z roku 2003, který režíroval Alain Corneau podle stejnojmenného románu Amélie Nothombové. Snímek měl světovou premiéru dne 12. května 2003.

## Děj
Amélie je mladá Belgičanka, která strávila dětství v Japonsku. Rozhodne se tam vrátit a začne pracovat jako tlumočnice v tokijské nadnárodní společnosti. Naivně si myslí, že její dokonalá znalost japonského jazyka jí umožní proniknout do japonské společnosti, ale narazí na těžkou hierarchii, která v práci vládne. Začne dělat chyby kvůli nedodržování některých společnských pravidel. Pracovně se začne propadat do nejnižších pater společnosti, ale je odhodlaná dostát svému ročnímu kontraktu.

## Obsazení
| Sylvie Testudová | Amélie      |
| Kaori Tsuji      | Fubuki Mori |
| Tarō Suwa        | pan Saito   |
| Bison Katayama   | pan Omochi  |
| Yasunari Kondō   | pan Tenshi  |
| Sokyu Fujita     | pan Haneda  |
| Gen Shimaoka     | pan Unaji   |

## Ocenění
- Mezinárodní filmový festival Karlovy Vary: Cena za nejlepší ženský herecký výkon (Sylvie Testudová), Zvláštní uznání pro Alaina Corneaua; nominace na Křišťálový glóbus
- César: nejlepší herečka (Sylvie Testudová); nominace na nejlepší původní scénář nebo adaptaci (Alain Corneau)
- Zlaté hvězdy francouzské kinematografie: Zlatá hvězda za hlavní francouzskou ženskou roli (Sylvie Testudová)
- Lumières: nejlepší herečka (Sylvie Testudová)